# Ivana Fujáčková
Ivana Fujáčková, rozená Bochenková, (* 1989 Mníšek pod Brdy) je česká reprezentantka v orientačním běhu. Mezi její největší úspěchy patří třetí místo z akademického mistrovství světa konaném v roce 2012 ve španělském Alicante a 33. místo z mistrovství Evropy v roce 2012 konané ve švédském Falunu. Mezi další úspěchy patří páté místo ze štafet na juniorském mistrovství světa 2009 v italském San Martinu. V současnosti běhá za český klub Sportcentrum Jičín.

## Sportovní kariéra

### Umístění na MS a ME
| Přehled úspěchů na Mistrovství světa | Přehled úspěchů na Mistrovství světa | Přehled úspěchů na Mistrovství světa | Přehled úspěchů na Mistrovství světa | Přehled úspěchů na Mistrovství světa |
| Mistrovství světa                    | Sprint                               | Middle                               | Long                                 | Štafety                              |
| ------------------------------------ | ------------------------------------ | ------------------------------------ | ------------------------------------ | ------------------------------------ |
| Lausanne 2012                        | Q21. místo                           | Q17. místo                           | X                                    | X                                    |

| Přehled úspěchů na Mistrovství Evropy | Přehled úspěchů na Mistrovství Evropy | Přehled úspěchů na Mistrovství Evropy | Přehled úspěchů na Mistrovství Evropy | Přehled úspěchů na Mistrovství Evropy |
| Mistrovství Evropy                    | Sprint                                | Middle                                | Long                                  | Štafety                               |
| ------------------------------------- | ------------------------------------- | ------------------------------------- | ------------------------------------- | ------------------------------------- |
| Falun 2012                            | 33. místo                             | 45. místo                             | Q19. místo                            | X                                     |

| Přehled úspěchů na Mistrovství světa juniorů | Přehled úspěchů na Mistrovství světa juniorů | Přehled úspěchů na Mistrovství světa juniorů | Přehled úspěchů na Mistrovství světa juniorů | Přehled úspěchů na Mistrovství světa juniorů |
| Mistrovství světa juniorů                    | Sprint                                       | Middle                                       | Long                                         | Štafety                                      |
| -------------------------------------------- | -------------------------------------------- | -------------------------------------------- | -------------------------------------------- | -------------------------------------------- |
| San Martino 2009                             | 29. místo                                    | 28. místo                                    | 29. místo                                    | 5. místo                                     |

### Umístění na MČR
| Umístění na Mistrovství České republiky v orientačním běhu | Umístění na Mistrovství České republiky v orientačním běhu | Umístění na Mistrovství České republiky v orientačním běhu | Umístění na Mistrovství České republiky v orientačním běhu | Umístění na Mistrovství České republiky v orientačním běhu | Umístění na Mistrovství České republiky v orientačním běhu | Umístění na Mistrovství České republiky v orientačním běhu | Umístění na Mistrovství České republiky v orientačním běhu | Umístění na Mistrovství České republiky v orientačním běhu | Umístění na Mistrovství České republiky v orientačním běhu | Umístění na Mistrovství České republiky v orientačním běhu | Umístění na Mistrovství České republiky v orientačním běhu |
| Ročník                                                     | Kategorie                                                  | Klasická                                                   | Krátká                                                     | Sprint                                                     | Dlouhá                                                     | Noční                                                      | Ranking                                                    | Členství v klubu                                           | Štafety                                                    | Kluby                                                      | Sprint. štafety                                            |
| ---------------------------------------------------------- | ---------------------------------------------------------- | ---------------------------------------------------------- | ---------------------------------------------------------- | ---------------------------------------------------------- | ---------------------------------------------------------- | ---------------------------------------------------------- | ---------------------------------------------------------- | ---------------------------------------------------------- | ---------------------------------------------------------- | ---------------------------------------------------------- | ---------------------------------------------------------- |
| MČR 2002                                                   | D16 – mladší dorostenky                                    |                                                            | 5. místo                                                   |                                                            |                                                            |                                                            |                                                            | Oddíl OB Kotlářka                                          |                                                            |                                                            |                                                            |
| MČR 2002                                                   | D18 – starší dorostenky                                    |                                                            |                                                            |                                                            |                                                            |                                                            |                                                            | Oddíl OB Kotlářka                                          | 3. místo                                                   | 13. místo                                                  |                                                            |
| MČR 2003                                                   | D16 – mladší dorostenky                                    | 6. místo                                                   | 9. místo                                                   | 7. místo                                                   |                                                            | 13. místo                                                  |                                                            | Oddíl OB Kotlářka                                          |                                                            |                                                            |                                                            |
| MČR 2003                                                   | D18 – starší dorostenky                                    |                                                            |                                                            |                                                            |                                                            |                                                            |                                                            | Oddíl OB Kotlářka                                          | 6. místo                                                   | disk                                                       |                                                            |
| MČR 2004                                                   | D16 – mladší dorostenky                                    | 2. místo                                                   | 7. místo                                                   | 9. místo                                                   |                                                            | 3. místo                                                   | 335. místo                                                 | Oddíl OB Kotlářka                                          |                                                            |                                                            |                                                            |
| MČR 2004                                                   | D18 – starší dorostenky                                    |                                                            |                                                            |                                                            | 3. místo                                                   |                                                            |                                                            | Oddíl OB Kotlářka                                          | 1. místo                                                   | 4. místo                                                   |                                                            |
| MČR 2005                                                   | D16 – mladší dorostenky                                    | 5. místo                                                   | 4. místo                                                   |                                                            |                                                            | 1. místo                                                   | 85. místo                                                  | Oddíl OB Kotlářka                                          |                                                            |                                                            |                                                            |
| MČR 2005                                                   | D18 – starší dorostenky                                    |                                                            |                                                            |                                                            |                                                            |                                                            |                                                            | Oddíl OB Kotlářka                                          | 2. místo                                                   | 8. místo                                                   |                                                            |
| MČR 2006                                                   | D18 – starší dorostenky                                    |                                                            | 13. místo                                                  | 6. místo                                                   |                                                            |                                                            | 259. místo                                                 | Oddíl OB Kotlářka                                          |                                                            |                                                            |                                                            |
| MČR 2007                                                   | D18 – starší dorostenky                                    | 4. místo                                                   |                                                            | 8. místo                                                   |                                                            | 3. místo                                                   | 68. místo                                                  | Oddíl OB Kotlářka                                          | disk                                                       |                                                            |                                                            |
| MČR 2007                                                   | D21 – ženy                                                 |                                                            |                                                            |                                                            |                                                            |                                                            |                                                            | Oddíl OB Kotlářka                                          |                                                            | 14. místo                                                  |                                                            |
| MČR 2008                                                   | D20 – juniorky                                             | 7. místo                                                   | 7. místo                                                   |                                                            |                                                            | 1. místo                                                   | 33. místo                                                  | Oddíl OB Kotlářka                                          |                                                            |                                                            |                                                            |
| MČR 2008                                                   | D21 – ženy                                                 |                                                            |                                                            |                                                            |                                                            |                                                            |                                                            | Oddíl OB Kotlářka                                          | 17. místo                                                  | 8. místo                                                   |                                                            |
| MČR 2009                                                   | D20 – juniorky                                             | 2. místo                                                   | 1. místo                                                   | 1. místo                                                   | 6. místo                                                   | 2. místo                                                   | 9. místo                                                   | Oddíl OB Kotlářka                                          |                                                            |                                                            |                                                            |
| MČR 2009                                                   | D21 – ženy                                                 |                                                            |                                                            |                                                            |                                                            |                                                            |                                                            | Oddíl OB Kotlářka                                          | 1. místo                                                   | 19. místo                                                  |                                                            |
| MČR 2010                                                   | D21 – ženy                                                 | 4. místo                                                   | 11. místo                                                  | 7. místo                                                   |                                                            | 3. místo                                                   | 4. místo                                                   | Oddíl OB Kotlářka                                          |                                                            |                                                            |                                                            |
| MČR 2011                                                   | D21 – ženy                                                 | 4. místo                                                   | 22. místo                                                  | 7. místo                                                   |                                                            | 4. místo                                                   | 10. místo                                                  | Sportcentrum Jičín                                         | 3. místo                                                   | 9. místo                                                   |                                                            |
| MČR 2012                                                   | D21 – ženy                                                 | 24. místo                                                  | 3. místo                                                   | 3. místo                                                   |                                                            | 6. místo                                                   | Sportcentrum Jičín                                         | 2. místo                                                   | 3. místo                                                   |                                                            |                                                            |
| MČR 2013                                                   | D21 – ženy                                                 |                                                            |                                                            | 8. místo                                                   | disk                                                       | 244. místo                                                 | Sportcentrum Jičín                                         |                                                            |                                                            |                                                            |                                                            |
| MČR 2015                                                   | D21 – ženy                                                 |                                                            |                                                            |                                                            |                                                            | 241. místo                                                 | Sportcentrum Jičín                                         | 8. místo                                                   | 9. místo                                                   |                                                            |                                                            |
| MČR 2016                                                   | D21 – ženy                                                 | 24. místo                                                  | 5. místo                                                   |                                                            | 29. místo                                                  | 22. místo                                                  | Sportcentrum Jičín                                         |                                                            | 11. místo                                                  |                                                            |                                                            |
| MČR 2017                                                   | D21 – ženy                                                 |                                                            |                                                            |                                                            |                                                            | 281. místo                                                 | Sportcentrum Jičín                                         |                                                            |                                                            |                                                            |                                                            |
| MČR 2018                                                   | D21 – ženy                                                 |                                                            | 6. místo                                                   |                                                            |                                                            | 16. místo                                                  | Sportcentrum Jičín                                         | disk                                                       | 16. místo                                                  |                                                            |                                                            |
| MČR 2019                                                   | D21 – ženy                                                 |                                                            |                                                            |                                                            |                                                            | 633. místo                                                 | Sportcentrum Jičín                                         |                                                            |                                                            |                                                            |                                                            |
| MČR 2020                                                   | D21 – ženy                                                 |                                                            |                                                            |                                                            |                                                            | 420. místo                                                 | Sportcentrum Jičín                                         |                                                            |                                                            |                                                            |                                                            |